# Tympanophora
Tympanophora is een geslacht van rechtvleugeligen uit de familie sabelsprinkhanen (Tettigoniidae). De wetenschappelijke naam van dit geslacht is voor het eerst geldig gepubliceerd in 1841 door White.

## Soorten
Het geslacht Tympanophora omvat de volgende soorten:
- Tympanophora aka Rentz, 2001
- Tympanophora andreae Rentz, 2001
- Tympanophora diminuta Riek, 1976
- Tympanophora houstoni Rentz, 2001
- Tympanophora insolita Riek, 1976
- Tympanophora kalbarri Rentz, 2001
- Tympanophora ourapilla Rentz, 2001
- Tympanophora pellucida White, 1841
- Tympanophora picta Riek, 1976
- Tympanophora pinnaroo Rentz, 2001
- Tympanophora rotto Rentz, 2001
- Tympanophora similis Riek, 1976
- Tympanophora splendida Riek, 1976
- Tympanophora uvarovi Zeuner, 1936